# Ортакшыл (Кызылординская область)
Ортакшыл (каз. Ортақшыл) — село в Чиилийском районе Кызылординской области Казахстана. Административный центр Ортакшылского сельского округа. Находится примерно в 20 км к западу от районного центра, села Шиели. Код КАТО — 435267100.

## Население
В 1999 году население села составляло 1328 человек (681 мужчина и 647 женщин). По данным переписи 2009 года, в селе проживал 981 человек (527 мужчин и 454 женщины).